# Dromon
De dromon (Grieks δρόμων, renner) was het belangrijkste Byzantijnse oorlogsschip van de 6e tot de 12e eeuw.

## Ontstaan
Toen in 323 of 324 Licinius de Slag bij de Hellespont aanging met Constantijn de Grote had de eerste de beschikking over 350 triremen, tot dat moment het machtigste oorlogsschip van de Middellandse Zee. De vloot van Constantijn bestond uit 200 galeien van 30 en 50 riemen. Het verlies van Licinius betekende het einde van de dure en complexe trireem en een terugkeer naar de simpelere scheepsvorm die de Grieken duizend jaar daarvoor al gebruikten. Dit is het scheepstype - met enkele rij roeibanken waarbij elke roeier zijn eigen riem had - dat tweehonderd jaar later opdook als dromon, in de vloot van Justinianus I. Het was sneller en wendbaarder dan de trireem, maar een andere reden dat de trireem verdween, was dat deze veel geld kostte en veel roeiers nodig had, terwijl aan beide in die eerste periode een gebrek was.

## Types
De dromon ontwikkelde zich daarna tot schip met twee rijen roeibanken met minimaal 100 riemen in totaal, terwijl de schepen met een enkele rij roeibanken later binnen de Byzantijnse vloot bekendstonden als moneres en galea. De term dromon werd gebruikt voor drie types in het algemeen en voor het grootste van de drie in het bijzonder:
- De ousiakos werd bemand door een ousia, een compagnie van minimaal 100 man. Naast roeien nam de bovenste rij mannen eventueel ook deel aan de gevechten.
- De pamphylos had een bemanning tussen de 120 tot 150 of 160 man. De verdeling tussen roeiers en mariniers is hier niet van bekend.
- De ware dromon had een bemanning van minimaal 200 man, waarvan 50 waren toegewezen aan de onderste rij. Waarschijnlijk waren 100 man toegewezen aan de bovenste rij riemen, terwijl 50 man mariniers waren.

## Verdere ontwikkeling
De drie types hadden allen slechts weinig bescherming voor de roeiers (aphract). Op het achterschip bevond zich de hut (krabatos) voor de kapitein met aan weerszijden de ruimte voor de roeren (petaisoi, schista of epotides). Dromons waren voor enige tijd nog uitgerust met een ramsteven, maar na verloop van tijd werd het gevecht op korte afstand belangrijker en werd de vlammenwerper (siphon) op het voorschip het voornaamste wapen. De grootste schepen hadden dit wapen ook midscheeps en op het achterschip, terwijl de mariniers soms ook waren uitgerust met een vlammenwerper. Daarnaast was de katapult een belangrijk wapen, ook vaak uitgerust met potten Grieks vuur.
Na verloop van tijd verdween de ramsteven. De overgebleven afbeeldingen tonen in ieder geval schepen zonder zo'n steven, maar wel met latijnzeil. De grotere dromons waren uitgerust met twee tot drie masten. Boven de vlammenwerper bevond zich een platform, xylokastron genaamd, dat diende als gevechtspositie. Ook midscheeps bevond zich een xylokastron, waarschijnlijk rond de grote mast en mogelijk voorzien van een borstwering als bescherming.